# عودة أخطر رجل في العالم (فلم)
عودة أخطر رجل في العالم فيلم أكشن كوميدي مصري تم إنتاجه عام 1973.

## قصة الفيلم
تدور أحداث الفيلم حول مفتاح موظف صغير في إحدى شركات التأمين الكبرى والتي تسعى للحصول على تأمين جوهرة المهراجا الهندي الذي وصل إلى مصر ونزل في الفندق الذي تعمل به ميرفت خطيبة مفتاح كمسئولة عن خزانة الفندق ومفتاحها، وفي نفس الوقت يعود إلى القاهرة مستر إكس أخطر رجل عصابات في العالم (الذي رأيناه في الجزء الأول من القيلم) لمحاولة سرقة الجوهرة من المهراجا والذي يشبه مفتاح بدرجة كبيرة، تتطور الأحداث وتتفاقم بعد الخلط بين مفتاح ومستر إكس أخطر رجل في العالم.

## الممثلون
- فؤاد المهندس .. مفتاح/ مستر إكس
- ميرفت أمين .. ميرفت
- سمير صبري .. وحيد
- سعاد حسين .. سوسة
- صلاح نظمي
- برجيت .. ريتا
- سلامة إلياس .. حسن
- كنعان وصفي .. مارتشليو
- وفيق فهمي .. المهراجا الهندي
- علي جوهر .. مستر همفري
- عفاف وجدي .. منى
- سمير رستم
- محمد شمعة
- حسين عمر
- حسن أنيس
- لاكشمي ناير .. الراقصة الهندية

## روابط خارجية
- مقالات تستعمل روابط فنية بلا صلة مع ويكي بيانات